# 銀狐 (電視劇)
《銀狐》（英語：The Silver Tycoon）是香港亞洲電視1993年拍攝的電視劇，也是該台1993年的台慶劇，全劇共30集，故事策劃為方剛，監製為龍紹基，執行監製為蕭鍵鏗，主要演員有黃日華、曾華倩、呂頌賢、伍詠薇、江華、張家輝、劉錦玲等。

## 概況
《银狐》是1993年亚视台庆剧，几乎汇集了亚视的全部一线班底，当时收视一度击败无线（推出時无线電視提前播出《原振俠》與之正面對撼），至今仍深受东南亚乃至全球华人观众的喜爱。此劇曾在衛視中文台、三立都會台播映，亦曾於2006年10月23日於廣東電視台珠江頻道、2008年於央视怀旧剧场频道重播。2010年6月23日至7月27日於亞洲電視本港台逢星期一至六05:35-06:30重播。於2014年10月28日至12月8日期間命名為《我們的九十年代：銀狐》，被安排於亞洲電視專屬數碼頻道歲月留聲逢星期一至五早上06:00-07:00播出08:00-09:00播出，並於當日14:00-15:00、20:30-21:30、翌日00:30-01:30重播，更被列為「歲月留聲：十部不可不看的經典劇集」。

## 背景簡介
该剧在长春取外景时，动用当地关系，得到部队、飞机军备协助支援；有一场猎雪狐的戏，因雪狐每年只出现大约十日，便联络当地捕雪狐的委员会协助搜猎十头雪狐供拍摄。方刚在该剧中饰演大反派，也是该剧的幕后策划、编剧、制作。

## 劇情簡介
1949年，上海市一片混亂，百貨鉅子段紹祥（黃日華飾）計劃將上海基業轉移香港，紹祥先將部份財產交給在港叔父段萬祺（江圖飾）保管。在逃亡香港途中，紹祥竟被宋學禮（方剛飾）與匪幫騙奪所有財物，頓時變得一無所有。後來紹祥在路上遇見二流明星顏如玉（伍詠薇飾），兩人在路上相互扶持，建立了深厚情感，紹祥到香港後隨即找其叔父萬祺欲領回財產，但萬祺卻不認帳。紹祥眼見學禮成為香港巨富，更娶了自己的未婚妻梁惜梅（蔡曉儀飾）。仇恨心切，誓要向萬祺、學禮兩人報仇…
紹祥在一間電影院當放片工人，從而認識了白羚（曾華倩飾）。羚從小即有演戲天分，立志成為巨星。紹祥創辦了獨立製作公司後，捧羚為女主角。紹祥亦想藉此成為電影大亨。為了報復，紹祥設法認識黑幫頭子趙華山（劉丹飾），與學禮一家作對，又命如玉施展美人計，令學禮與長子宋澤元（江華飾）關係破裂，互相殘殺。結果，宋家父子兩人先後慘死。
學禮之次子宋仕元（呂頌賢飾）得悉一切，悲痛不已，誓要為父兄報仇。仕元積極籌備巨型片廠，欲挫敗紹祥。紹祥反擊，並在仕元抵台的航機上放置炸彈。兩人關係更因羚弄得勢成水火。
羚在不知如何抉擇的狀況下，最後中承受不住壓力而服毒自殺。正當仕元、紹祥鬥得如火如荼之際，紹祥突然遭槍擊，眾人皆以為是仕元所為…

## 人物介绍
- 段紹祥（黃日華飾）--- 商業鉅子。因為財產被宋學禮（方剛飾）侵吞，未婚妻梁惜梅（蔡曉儀飾）被學禮強娶為二姨太，紹祥報仇心切，開始展開不擇手段的報復行動，一步一步走向罪惡。他先利用顏如玉演出一幕三國時呂布董卓與貂蟬的美人計，離間宋學禮和宋澤元（江華飾）的父子關係，一向風流的宋澤元卻對顏如玉動了真情，最終慘死與亂槍之下。在段紹祥在電影院當放片工人時，結識了當時的電影明星白羚（曾華倩飾），並發展為情侶，但由於段紹祥實施一系列報復的行動，引的眾叛親離，白羚也逐漸發現自己真心喜歡的人是宋仕元（呂頌賢飾），最終段紹祥因無法忍受白羚對宋仕元的愛戀而在白羚臨死前也不讓宋仕元見最後一面。後來，段紹祥的財產被姚菊人（張家輝飾）和江凱倫（劉錦玲飾）侵吞，死在江凱倫槍下。
- 白羚（曾華倩飾）--- 當紅一時的電影明星，段紹祥唯一深愛的女子，隨著段紹祥報復行動的日趨喪心病狂，白羚亦發覺自己真正喜歡的人是宋仕元，但因仕元母亲的反对而犹豫不决，且宋仕元的懦弱善良使白羚不敢接受宋仕元的真情。躲到美国后，绍祥追到美国表明悔过，白羚因怕引起段紹祥對宋仕元的仇視，她決定嫁給段紹祥，希望能夠感化他，婚禮之前，她向顏如玉訴說了她對宋仕元的愛憐，段紹祥由此下定決心對付宋仕元，在姚菊人和江凱倫的挑撥下，決定製造墜機事件陷害宋仕元，白羚知道後想去見宋仕元最後一面，卻被宋母無情的趕出，她喝下毒藥，打昏了段紹祥，將毒藥餵給段紹祥，不料段紹祥無恙，白羚被送到醫院搶救，昏迷時不斷呼喊宋仕元名字，段紹祥惱羞成怒，拒絕讓宋仕元進入病房見白羚最後一面。
- 宋仕元（呂頌賢飾）---- 宋澤元親弟，宋學禮幼子，宋家二少爺，宋氏電影公司老闆。和段紹祥，白羚本是患難與共的好朋友，宋仕元因宋學禮侵吞段紹祥財產一事與父親決裂。宋仕元一直暗戀白羚，但礙於白羚是段紹祥的女友，只有將這份愛藏在心裡。段紹祥因為白羚對宋仕元敵意甚大，在白羚進醫院時不准宋仕元探望，白羚死後也不准宋仕元送葬，甚至將白羚的骨灰撒在宋仕元面前，後來宋仕元一度為父兄之仇而沉淪與段紹祥勾心鬥角，最終他與段紹祥的財產為姚菊人所侵吞，宋仕元一無所有，遠走他鄉。
- 宋澤元（江華飾）---- 宋仕元長兄，宋學禮長子。宋澤元有一些愚孝，但他雖然幫助宋學禮做壞事，但對顏如玉確是一往情深，也致使顏如玉在他死時似乎也對他產生了感情。顏如玉一次一次玩弄宋澤元於鼓掌之上，最後段紹祥遵循「斬草不除根，春風吹又生」的原則，背棄了與顏如玉的約定，使宋澤元死在了亂槍之下，宋學禮則在醫院痛苦得死去。
- 顏如玉（伍詠薇飾）---- 本是二流明星，因結識段紹祥，兩人與患難中互相扶持，受段紹祥指使離間宋澤元與宋學禮的父子之情，但在宋澤元死時對他產生了一些微妙的感情，因意外受傷，把期望寄託於闺蜜白羚。白羚死后，她万念俱灰，最终自杀身亡。
- 姚菊人（張家輝飾）、江凱倫（劉錦玲飾）--- 狼狽為奸的一對奸險小人，江凱倫来自普通家庭的叛逆女生，爱慕虚荣，一心想出名，成为影星。后来，她与姚菊人相互勾结，设计侵吞了段绍祥和宋仕元的财产。侵吞了段紹祥和宋仕元的財產後，江凱倫於慌亂中開槍打死了段紹祥，並嫁禍給宋仕元，後宋仕元得以洗脫冤情，遠走他鄉，而姚、江兩人成為最後的贏家。
- 梁惜梅（蔡曉儀飾）---- 温婉内向，沉默寡言，有着传统女性思想，一切逆来顺受，容易受人摆布。本是段紹祥的未婚妻，後嫁宋學禮為姨太。
- 蒋金卿（李香琴飾）---- 她是白羚的母亲，为人势利、虚荣心重、爱充门面、泼辣八卦，常把过去之事挂在口边。但十分疼爱女儿，对爱女白羚寄望甚殷。

## 演員表

### 段家 （段紹祥）
| 演員   | 角色     | 暱稱/關係 |
| 黃莎莉 | 段秦香蘭 | 上海人 段紹祥之母 於第28集病逝 |
| 黃日華 | 段紹祥   | 上海人 白羚之男友，後丈夫 宋學禮之仇敵 宋仕元之好友兼情敵，後反目 梁惜梅前未婚夫 段萬祺之姪 利用顏如玉離間宋學禮與宋澤元父子關係 於第30集被江凱倫槍殺身亡 |

### 段家 （段翰滔）
| 演員   | 角色   | 暱稱/關係                                                        |
| 江 圖  | 段萬祺 | 段翰滔之父 段紹祥之叔父，後反目 被段绍祥弄至精神失常，後跳窗自盡 |
| 陳錦鴻 | 段翰滔 | 段萬祺之子 段紹祥之堂弟 喜歡宋巧元                               |

### 宋家
| 演員   | 角色     | 暱稱/關係                                                                                            |
| 方 剛  | 宋學禮   | 上海人 宋梁麗姘、梁惜梅、顏如玉之夫 宋澤元、宋仕元、宋巧言之父 段紹祥之仇敵 於第19集被宋澤元槍殺身亡 |
| 鮑起靜 | 宋梁麗姘 | 宋學禮之夫人 梁惜梅之姊                                                                              |
| 蔡曉儀 | 梁惜梅   | 宋學禮之二夫人 宋梁麗姘之妹 段紹祥前未婚妻                                                           |
| 江 華  | 宋澤元   | 宋學禮、宋梁麗姘之長子 宋仕元、宋巧元之兄 喜歡顏如玉 於第19集槍殺宋學禮，後被警察槍殺身亡            |
| 呂頌賢 | 宋仕元   | 宋學禮、宋梁麗姘之次子 宋澤元之弟 段紹祥之好友兼情敵，後反目 喜歡白羚                                |
| 程文意 | 宋巧元   | 宋學禮、宋梁麗姘之女 段翰滔之追求對象 於第10集離港，後從段翰滔口中得知已在戰亂中身亡                 |
| 陳麗雲 | -        | 三姨 宋家管家                                                                                        |

### 苗家
| 演員   | 角色   | 暱稱/關係                                                                                              |
| 梁錦燊 | 苗 坤  | 上海人 苗敏羚之父                                                                                      |
| 李香琴 | 苗蔣金 | 上海人 苗敏羚之母                                                                                      |
| 曾華倩 | 苗敏羚 | 藝名白羚 上海人 電影演員 段紹祥之女友，後妻子 於第29集企圖與段紹祥同歸於盡，饮下藥湯身亡，段卻成功爭脱 |

### 江家
| 演員   | 角色   | 暱稱/關係                                                                                        |
| 譚炳文 | 江 明  | 探長 於第20集被江湘雲錯手推下山身亡                                                              |
| 吳浣儀 | 洪 冰  | 上海人 江凱倫之母 江湘雲之養母 替江湘雲頂罪承認殺害江明而被判繯首死刑                            |
| 劉錦玲 | 江凱倫 | Helen 段紹祥之下屬 姚菊人之女友 於第30集槍殺段紹祥，後嫁禍宋仕元兼與姚菊人兩人侵吞段紹祥所有財產 |
| 楚湘雲 | 紅牡丹 | 本名陳瑞英 上海人 江湘雲之親母                                                                   |
| 樂 蓓  | 江湘雲 | 紅牡丹之女 於第20集錯手將江明推下山                                                              |

### 姚家
| 演員   | 角色   | 暱稱/關係                                                                  |
| 黃樹棠 | 姚虎城 | 姚菊人之父 趙華山之手下                                                    |
| 張家輝 | 姚菊人 | 段紹祥之下屬 江凱倫之男友 段紹祥死後嫁禍宋仕元兼與江凱倫兩人侵吞其所有財產 |

### 其他演員
- 伍詠薇 飾 顏如玉（上海人；電影演員；苗敏羚之好友；宋學禮之三夫人；受段紹祥指使用美人計，令宋學禮與宋澤元父子相殘；於第29集在片場從高處墜下自殺身亡）
- 劉　丹 飾 趙華山（潮州人；黑幫老大）
- 司馬華龍 飾
- 李陽春
- 曾贊安 飾 宋家手下（於第19集被姚菊人用刀捅死）
- 林澤群 飾 曱甴仔（姚菊人手下）
- 韋家雄 飾 牛奶仔（姚菊人手下）
- 劉　準
- 陳劍雲[註 1]  飾 片　商/莫　輝（宋仕元謀殺段紹祥一案之目擊証人）
- 王清河 飾 説書人
- 凌文海 飾 丁一波（導演）
- 周兆麟 飾 段绍祥手下
- 劉國武
- 石中玉
- 羅青浩 飾 廖繼全（導演）
- 邱展鵬 飾 李秉隆
- 仲　煒 飾 美麗宮舞廳經理
- 羅樹祺[註 2] 饰 報館编辑/馬萬隆（萬隆貿易公司老闆兼片商）
- 賴榮顯[註 3] 饰 记　者/陳醫生
- 劉宗基 饰 林　峰（宋氏旗下之英俊小生）
- 曾守明 飾 一　哥
- 盧希萊 飾 馮帶喜（蜑家人；被颜如玉安排在趙華山身边陪伴，後成為台灣影星；於第27集隨宋仕元前往台湾時，乘坐的永泰航空被段绍祥使人炸毁，無辜罹難）
- 李　岡
- 陳秋彤
- 陳　東[註 4]  饰 賓　客/大　師
- 關偉倫 饰 陳　福
- 煒　烈 飾 宋仕元謀殺段紹祥一案之檢察官
- 鄭恕峰[註 5] 飾 賓　客/宋仕元謀殺段紹祥一案之辯護律師
- 張錦程 飾 江湘雲母謀殺江明一案之辯護律師
- 余文炳 飾 法　官
- 馮　國 飾 江湘雲母謀殺江明一案之檢察官
- 宗　楊 飾 萬　通（私家偵探）
- 凌腓力 飾 段氏職員
- 王艷娜[註 6] 飾 伴　唱/段氏職員
- 嘉　俊 飾 段氏職員
- 吳曼麗[註 7] 飾 伴　唱/段氏職員
- 戴耀明[註 8] 飾 段氏職員/记　者
- 郭耀明 飾 賓　客
- 萬斯敏 飾 賣花人
- 陳嘉偉[註 9] 飾 賓　客/记　者
- 甘　山 飾 林　生（港藝電影公司持牌人，實為段绍祥為瞒騙眾人將段氏影业改名后的傀儡）
- 楊家濼 飾 探　長
- 姜　坤
- 麥鶴頓[註 10] 飾 Mr. Andison（華民政務司）
- 莊域飛[註 11] 飾 Perter Andison（Mr. Andison之弟；曾與宋巧元相戀）
- 陳鳳冰[註 12] 飾 包租婆
- 計祥龙[註 13] 飾 醬油廠管工/獄　警
- 林華勳[註 14] 飾 嫖　客/豬肉佬

## 宣傳
1993年2月23日，在香港乐富中心第二期大堂举行了《银狐》图片展览，让观众先睹剧中人物造型，以及长春外景的场面，并作港九巡回展出。该剧首播时，在宣传方面得到香港保时捷车会的协助，由九位车主驾着保时捷名车组成「银狐」车队，载着剧中九位艺员巡游九龙区多个闹市。并出動二十辆古董车协助宣传。
當年劇集播出前，《「銀狐」製作特輯》曾在節目《群星過晒界》第46集時段內播出。
劇組曾到台灣宣傳，主要演員方剛、曾華倩、呂頌賢、江華更在《龍兄虎弟》，《雞蛋碰石頭》等節目亮相。

## 外景

### 英屬香港
- 粵華樂器行
- 香港鐵路博物館
- 曾福琴行
- 紅棉醬油廠
- 柴灣戲院
- 湛山寺
- 世界自然基金會香港分會
- 雍雅山房（已結業）
- 九龍先施大廈（現先達廣場）
- 珠江戲院（已結業）
- 西方寺
- 鯉魚門公園
- 太平山山頂公園
- 風林閣
- 星光珠寶金行
- 栢麗購物大道
- 佛光寺，通善壇安老院
- 陸海通大廈
- 雅息士道休憩公園
- 上環樓梯街，四方街，必列者士街，香港中華基督教青年會必列者士街會所所一带（劇中的江家、姚家舊居住地，苗家母女亦曾居住）
- 都爹利街
- 清水灣電影製片廠
- 皇后碼頭
- 立法局大樓（現終審法院大樓），皇后像廣場
- 城門河敦煌畫舫（現水中天，亞視常用取景地點）

### 中国吉林省長春
- 劇中大部分雪景均取景自南湖公園。
- 長春地質宮

## 金句
- 「寧我負天下人，莫天下人負我。」——段紹祥，引用《三國演義》曹操名句

- 「要成功就要心狠手辣、厚顏無恥。」——段紹祥

- 「無謂為了一個女人傷了我們的父子情」（對宋澤元說）——宋學禮

- 「這世界上誰也不能相信，出賣你的永遠是你最好的朋友」——宋學禮

- 「中國人最重要的就是黃土地的根，還有傳宗接待的香爐墩」——宋學禮

∗上述角色及對白只屬虛構

## 音樂
本劇主題曲為伍詠薇主唱的《再生天地》，另有一首同為伍詠薇主唱歌名不詳的插曲，以及劇中白羚演唱的《今天多麽好天氣》則由陳靖允幕後代唱。
在第1集，段氏與宋氏舉辦的瑞通老人院慈善基金籌款晚會上播出白虹歌曲《別走的那麼快》、《郎是春日風》以及周璇歌曲《夜上海》。
在第2集，宋氏父子與段萬祺在夜總會談生意時播出張莉敏歌曲《玫瑰玫瑰我愛你》。
在第3集，播出帕蒂·佩奇歌曲《The Tennessee Waltz》。
在第34集，宋氏片場播出弗雷德·阿斯泰爾歌曲《Steppin' out with My Baby》。
在第12集，美麗宮舞廳播出劉韻歌曲《穿短裙的小姐》。
在第17集，美麗宮舞廳播出劉韻歌曲《太太萬歲》以及《偷偷摸摸》。
在第20集，播出菲律賓女歌手MarifilNiñaGirado-Enriquez歌曲《I Don't Want to Be Your Friend》。

## 配樂
本劇主題曲《再生天地》慢板、輕快變奏
川井憲次《大団円》
Eric Banks《Entry Of The Gladiators》
湯瑪斯·紐曼《Fleurs De Rocaille》
Jimmy King Band《In the Mood》
Jimmy King Band《The Last Waltz》
Jimmy King Band《Sleepy Lagoon》
Jimmy King Band《Shangri-La》 
崔佛·瓊斯《Fort Battle》
崔佛·瓊斯《Massacre / Canoes》
崔佛·瓊斯《Munro's Office/Stockade》
崔佛·瓊斯《Parlay》
崔佛·瓊斯《Top Of The World》
崔佛·瓊斯《The Glade Part II》
崔佛·瓊斯《Cora》
崔佛·瓊斯《Elk Hunt》 
崔佛·瓊斯《Promentory》
崔佛·瓊斯《The Glade Part II》
馬克夏曼《Guantanamo Bay》
馬克夏曼《Code Red / Semper Fidelis》
馬克夏曼《Pep Talk》
馬克夏曼《Facts and Figures》
馬克夏曼《Plea Bargain》
馬克夏曼《Trial and Error》
比爾·康提《Harry And Mary》
Michael Kamen with Eric Clapton and David Sanborn《Riggs and Roger》
Vangelis《West Across The Ocean Sea》
Vangelis《Monastery Of La  Rabida》
史丹利·克拉克《Ferris Wheel》
史丹利·克拉克《Fight》
史丹利·克拉克《Chaos On The Tarmac》
David Michael Frank《Main Title ((Instrumental))》
Randy Edelman《Pieces Of A Story》
莫里斯·賈爾《National Security》
渡邊俊幸《忍び寄る悪の影》
Tim Story《A Conversation In The Rain》
Tim Story《Gravities》
麥克·歐菲爾德《Bad News》
Brett Morgan、David Arch《Dream Sequence》
風のオーケストラ《ピロテースの死》
風のオーケストラ《邪神カーディス復活の儀式》
邁克爾·凱曼《The Annexe Skywalk》
Tangerine Dream《She's My Sister》
川村栄二《RESOLUTION <M-3, M-11>》
Ricky Ho《長路》

## 慶功
本劇在本港首播期間收視報捷，劇组曾在尖沙咀連開10席，舉行慶功宴。
劇集揚威海外華人錄像帶市場，主要演員方剛、江華、楚湘雲被邀赴美國三藩市出席慶祝活動。

## 軼事
- 段紹祥一角原屬意由陳庭威飾演，因同期拍攝《中國教父》而辭演，後改由已完約但尚欠亞視1部劇的黃日華飾演。
- 白羚一角原屬意由藍潔瑛 飾演，因是無線的藝員而放棄，後改由曾華倩飾演，本劇亦是其在亞視的告别作。曾華倩過冷河一年後亦回歸TVB。
- 方剛最初提議由徐小鳳演唱主題曲，後改由伍詠薇演唱。
- 楚湘雲自1983年約滿邵氏後已息影多年，因份屬好友的方剛邀請而復出，跟亞視簽約兩年部頭合約接拍本劇，更因本劇認識前亞視編導梁欣全，後來兩人更完婚。
- 雪梨原在劇中客串賓客一角，播出後卻未見其身影的出現。
- 剧组曾到台湾宣传，主要演员更在龍兄虎弟，雞蛋碰石頭等節目亮相。
- 本劇眾多演員後來相繼轉投無線電視。
- 本劇為黃日華的亞洲電視告別作，後重返無綫電視。

## 相關評論
如果提起亞視的經典劇，很多人認為《銀狐》是NO.1。亞視吐血本集結了最強的主配角陣容，而當時的收視率也超過了TVB。很多人認為此劇可與《 大時代》相媲美。
该剧作为1993年亚视的台庆大剧，齐集了众多一线演员，它的经典之处在于打破了常规，打乱了观众对于是非黑白判断的惯有思维。这部作品让人们感受到了残忍为何物。该剧令人回味无穷，毫不厌倦，品尽的是人间的冷暖，世事的沧桑，看着剧中的人们舞尽人生，洗尽铅华，有美丽有悲情，有背叛有忠诚，为了成为最后的银狐不择手段，为了在这个世上有一席之地而众叛亲离，一时之间可以叱咤风云，可到头来又得获得什么可以让自己幸福的东西呢。世间人，终究逃不过诱人的“名利”二字，做不做银狐，全在一念之间。这也许就是“一念天堂，一念地狱”吧。
此劇對人性的鞭撻如同慘死的宋澤元一樣，是血淋淋的，如同段紹祥“寧可我負天下人，不叫天下人負我”的不擇手段的報仇。段紹祥那張陰險的臉，慘死的澤少，美人計中的顏如玉似乎永遠駐留在了腦海中，不曾褪去。
此劇的女主角人設似乎都不太討好，而男主黃日華和女二伍詠薇卻大受歡迎。自《銀狐》伍姑娘成了風情萬種的代名詞。
若干年後，其中一小配角江華曾被同劇女二伍詠薇暗示耍大牌。

## 製作演員
- 原著：方　剛

## 其它歌曲
- 《今天多麼好天氣》
  - 作曲：李天華
  - 填詞：韋然
  - 編曲：黎允文
  - 主唱：陳靖允

## 影碟發行
以下所有影碟發行均由亞洲電視授權：
美國發行代理商Asiaview Entertainment (US)於2002年8月26日推出發行了《銀狐》(美國版)VCD影碟零售版本，此影碟將已播放的集數併製為20張碟。粵語音軌，不提供字幕。

## 外部連結
- 豆瓣电影上《銀狐》的資料 （简体中文）